# Константин Попов (полковник)
Вижте пояснителната страница за други личности с името Константин Попов.
Константин Димитров Попов е български офицер, полковник от пехотата, участник в Сръбско-българската война (1885), командир на дружина от 4-ти пехотен плевенски полк през Балканската (1912 – 1913) и Междусъюзническата война (1913), командир на 33-ти пехотен свищовски полк и командир на 1-ва бригада от 10-а пехотна беломорска дивизия през Първата световна война (1915 – 1918).

## Биография
Константин Попов е роден на 4 ноември 1868 г. в с. Писанец, Османска империя. На 4 септември 1883 г. постъпва на военна служба. Взема участие в Сръбско-българската война (1885) в редовете на 7-и преславски полк, след което се завръща във Военното училище, достига до звание младши портупей юнкер. На 27 април 1887 г. завършва в 8-и випуск на Военното на Негово Княжеско Височество училище под № 37, произведен е в чин подпоручик и зачислен в 5-и пехотен дунавски полк. Служи в 17-и пехотен доростолски полк. На 18 май 1890 г. е произведен в чин поручик, а на 2 август 1894 в чин капитан. През 1900 г. капитан Попов е командир на рота от 10-и резервен полк. През 1906 г. е произведен в чин майор, а през 1909 г. служи като помощник-командир на 3-ти пехотен бдински полк. През 1911 г. е произведен в чин подполковник и назначен за началник на 4-то полково военно окръжие.
По време на Балканската (1912 – 1913) и Междусъюзническата война (1913) подполковник Попов командва 4-ти пехотен плевенски полк. През 1914 година подполковник Константин Попов, който до това време е помощник-командир на 17-и пехотен доростолски на Негово Императорско Височество Великия Княз Владимир Александрович полк е назначен за командир на 33-ти пехотен свищовски полк.
През на Първата световна война (1915 – 1918) първоначално е командир на 33-ти пехотен свищовски полк, за която служба през 1917 г. съгласно заповед № 679 по Действащата армия е награден с Военен орден „За храброст“ III степен, 2 клас. По-късно поема командването на 1-ва бригада от 10-а пехотна беломорска дивизия, за която служба през 1921 г. съгласно заповед № 355 по Министерството на войната е награден с Народен орден „За военна заслуга“ III степен с военно отличие. Самоубива се през 1918 година.

## Семейство
Полковник Константин Попов е женен и има 4 деца.

## Военни звания
- Подпоручик (27 април 1887)
- Поручик (18 май 1890)
- Капитан (2 август 1894)
- Майор (1906)
- Подполковник (1911)
- Полковник (1915)

## Образование
- Военно на Негово Княжеско Височество училище (1883 – 1887)

## Награди
- Военен орден „За храброст“ IV степен, 2 клас
- Военен орден „За храброст“ III степен, 2 клас (1917)
- Народен орден „За военна заслуга“ V на обикновена лента
- Народен орден „За военна заслуга“ III степен с военно отличие (1921)
- Орден „За заслуга“ на обикновена лента